# غرادو
غرادو (Venetian؛ Friulian؛ (بالسلوفينية: Gradež)؛ (باللاتينية: Gradus)) هيمدينة يبلغ عدد سكانها 8064 نسمة  في المنطقة الإيطالية الشمالية الشرقية من فريولي فينيتسيا جوليا، وتقع على جزيرة وشبه جزيرة متاخمة للبحر الأدرياتيكي بين البندقية وتريست. تمتد أراضي بلدية جرادو بين مصب نهر إيسونزو والبحر الأدرياتيكي والبحيرة التي تحمل نفس الاسم والتي تغطي مساحة حوالي 90 كيلومترًا مربعًا وتمتد من بورتو بوسو إلى فوسالون.  ما يميز البحيرة هو وجودالكاسوني، وهي منازل بسيطة ذات سقف من القش استخدمها في الماضي صيادو غرادو، الذين كانوا يقضون فترات طويلة في البحيرة، حيث كانوا يغادرونها عائدين إلى جزيرة غرادو خلال الفترة الباردة من السنة فقط. 
كانت غرادو في السابق مركزًا لصيد الأسماك، وهي اليوم وجهة سياحية شهيرة، تُعرف عمومًا باسم ليسولا ديل سول ("الجزيرة المشمسة"). كما أنها مشهورة لوجود الحمّامات الطبية فيها. عام 1873، أنشأ الطبيب جوزيبي باريلاي تكية بحرية لعلاج الأطفال في الجزيرة لأن مناخها وبيئتها مكان جيد لعلاج بعض أمراض الطفولة. بعد ذلك، كانت غرادو هي الوجهة المختارة للمعالجة الحرارية البحرية، يقصدها على وجه الخصوص النمساويون.

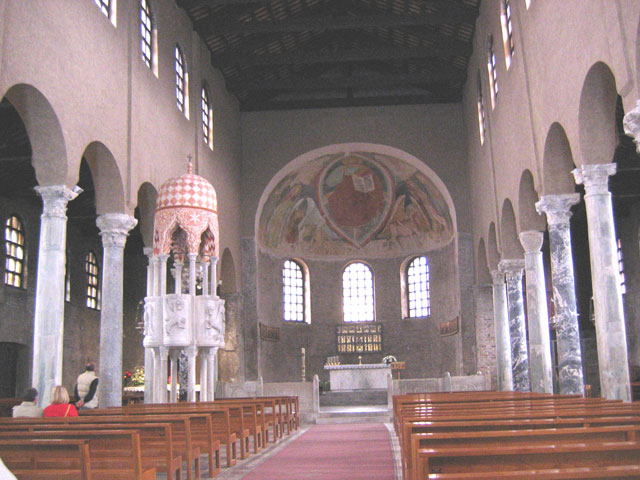
الجزء الداخلي من بازيليك سانت أوفيميا، غرادو.

## المدن التوأم
- سانكت لورينزن باي كنيتلفيلد، النمسا
- سانكت مارين فيستريتس، النمسا

## معرض الصور

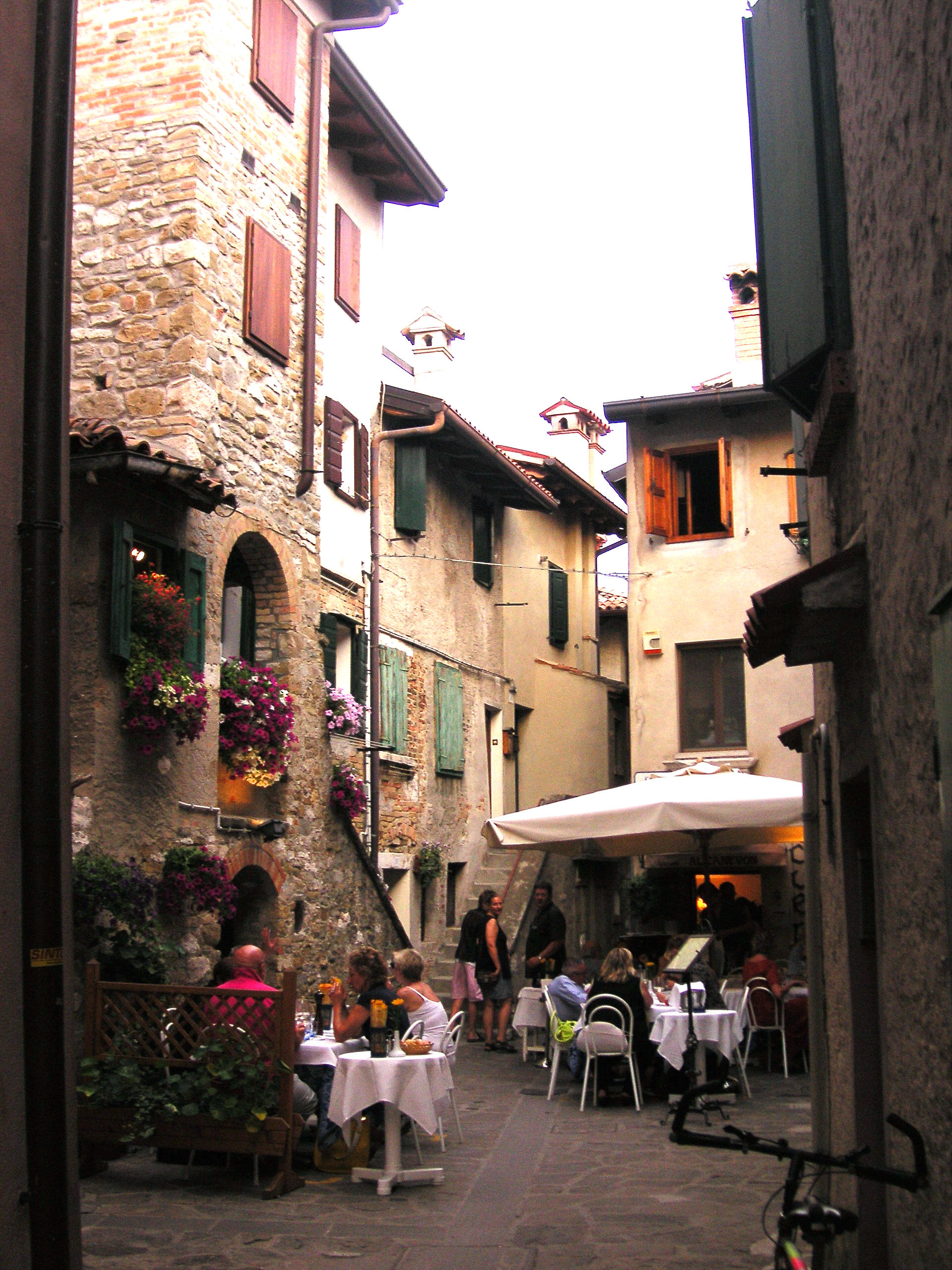
يمكن العثور على العديد من المطاعم في أقدم جزء من المدينة.
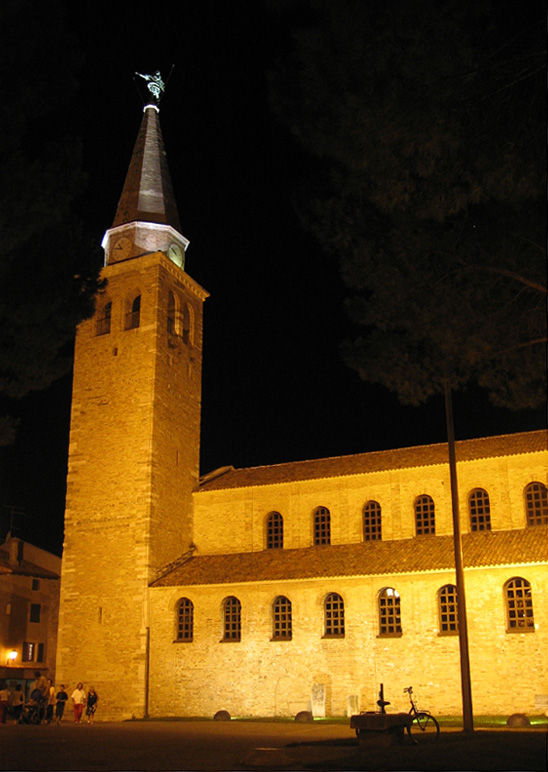
كنيسة سانت أوفيميا بالليل
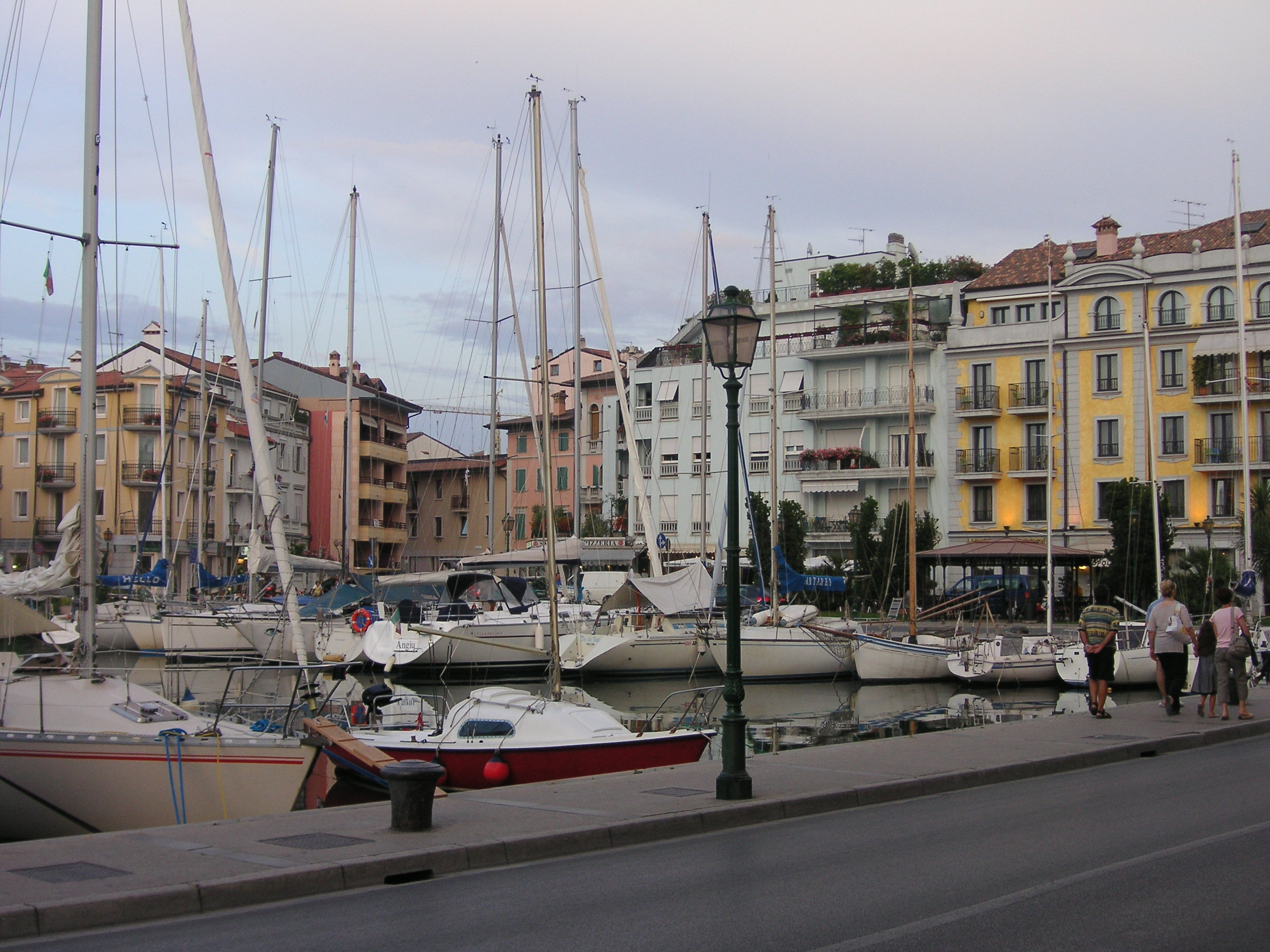
الميناء
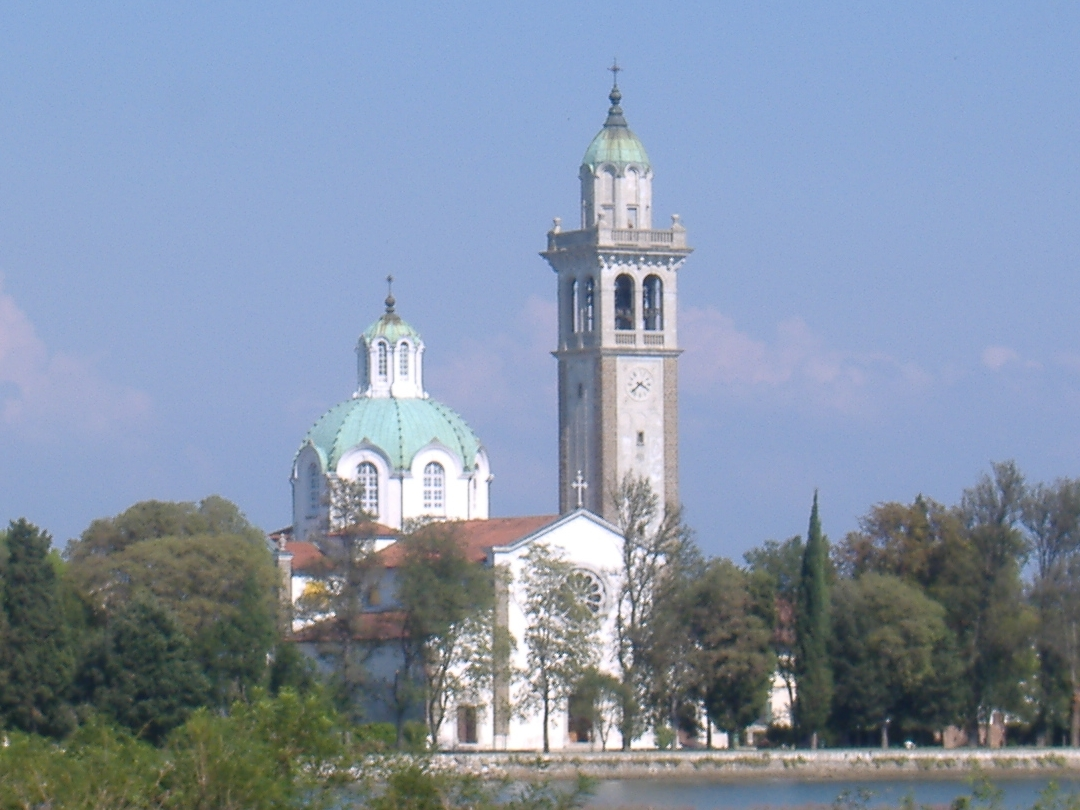
جزيرة باربانا، محمية ماريان
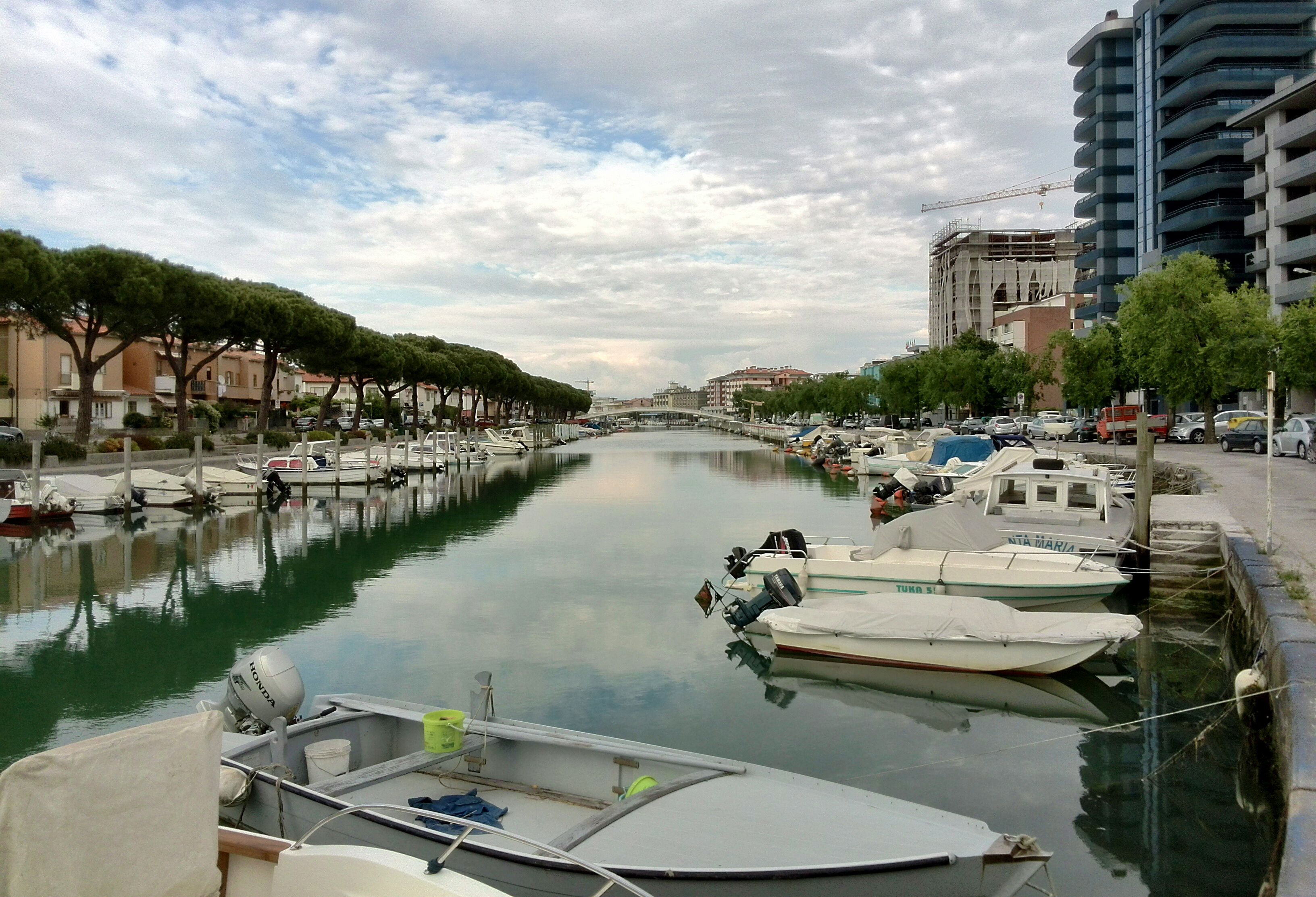
قناة في جرادو

## أنظر أيضا
- قائمة جزر ايطاليا
- مارانو لاجوناري
- جرادو لاجون
- فريولي فينيتسيا جوليا
- معركة جرادو

## روابط خارجية
- الموقع الرسمي للمؤسسة للمدينة
- الموقع السياحي الرسمي للمدينة
- تقدم Scuola Insieme، وهي مدرسة لغة إيطالية محلية، تفاصيل عن التاريخ والسفر والأنشطة في Grado وحولها.
- ريتشارد ستيلويل، أد. موسوعة برينستون للمواقع الكلاسيكية، 1976: "Ad Aquas Gradatas (Grado)، إيطاليا"
- معلومات عن جرادو نسخة محفوظة 7 مارس 2012 على موقع واي باك مشين.